# Sadahiro Takahashi
Sadahiro Takahashi (高橋 貞洋 Takahashi Sadahiro?, nacido el 7 de octubre de 1959 en Saitama) es un exfutbolista japonés que se desempeñaba como delantero.
Takahashi fue elegido para integrar la selección nacional de Japón para los Copa Mundial de Fútbol Juvenil de 1979.

## Trayectoria

### Clubes
| Club              | País  | Año         |
| ----------------- | ----- | ----------- |
| Fujita Industries | Japón | 1982 - 1988 |

- Datos: Q3303169